# Sender Orfordness

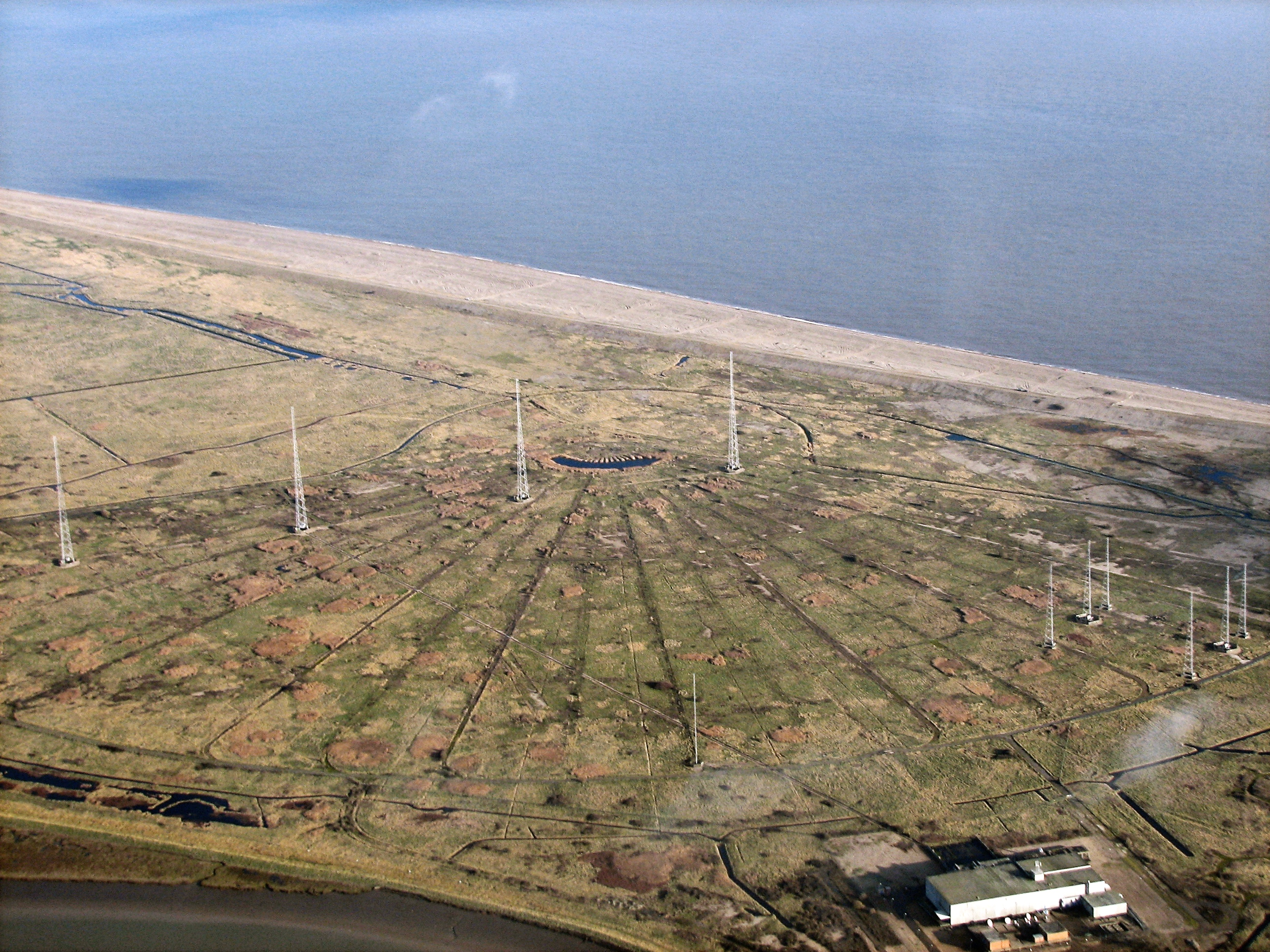
Sender Orfordness aus der Luft

Der Sender Orfordness ist eine weitgehend außer Betrieb befindliche Sendeeinrichtung in Orford Ness in der Grafschaft Suffolk im Vereinigten Königreich. Sie wurde im Mai 2012 nach 30 Betriebsjahren abgeschaltet. Seit Ende 2017 findet wieder Betrieb mit kleiner Leistung statt.
Die Station wurde für leistungsstarke Mittelwellensendungen für weite Teile Europas auf zwei Frequenzen (648 kHz und 1296 kHz) genutzt. Sie wurde von der britischen Regierung in den 1970er Jahren errichtet und wechselte während ihrer Betriebsjahre mehrfach den Besitzer. Seit 2010 war die Sendeanlage im Besitz der Babcock International Group.
Mit der Zeit wurden von dieser Sendestation Programme mehrerer Programmanbieter übertragen. Der bekannteste war der BBC World Service, der die Frequenz 648 kHz rund um die Uhr vom September 1982 bis März 2011 nutzte.
Der Name der Sendeanlage wird im Gegensatz zu dem Ort, in dem sie steht, zusammengeschrieben.

## Geschichte

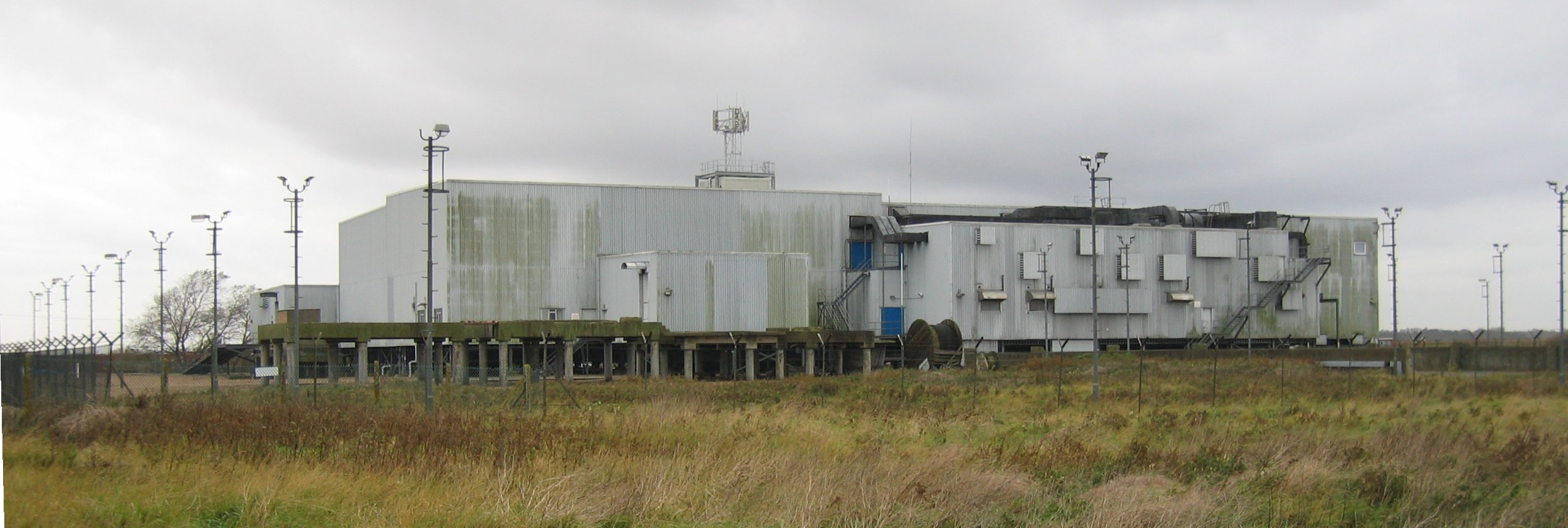
Gebäude von Cobra Mist

Das heutige Sendegelände war ursprünglich für ein Überhorizontradar, genannt Cobra Mist, gedacht. Das Radar arbeite jedoch nicht korrekt und das Projekt wurde 1973 wieder beendet. Das Grundstück und das gesamte Bauwerk wurden 1975 an das Foreign and Commonwealth Office übergeben, das in Orford Ness einen 50 Kilowatt starken Mittelwellensender in Betrieb nahm. Nach erfolgreichen Tests und Installationen weiterer Sender wurde der Sender ab 1978 zunehmend für Europasendungen der BBC auf Mittelwelle genutzt, bis schließlich ab September 1982 alle entsprechenden Sendungen von Orfordness ausgestrahlt wurden. Ab 1986 wurde die Sendeanlage schließlich von der BBC betrieben.
Von der 1997 in Kraft getretenen Privatisierung der Sendeaktivitäten der BBC war auch der Sender Orfordness betroffen. Die Sendeanlage wurde im Zuge dessen an die Merlin Communications International, die von ehemaligen Technikern der BBC gegründet wurde, verkauft. Im Jahr 2001 ging die Sendeanlage in den Besitz der VT Group, die Merlin übernommen hatte. 2010 fand ein letzter Eigentümerwechsel vor der Abschaltung der Sendeanlage statt: Die VT Group wurde von der Babcock International Group übernommen und die Sendeanlage ging schließlich in den Besitz dieser Firma über.
Nach dem Sendeschluss des BBC World Service im März 2011 plante ein Projekt unter dem Arbeitstitel UK International auf der Frequenz 648 kHz mit der vollen Leistung von 500 Kilowatt vom Standort Orfordness ein musikorientiertes Programm zu senden. Dieses Projekt wurde jedoch nie realisiert.
Im November 2012 wurde bekannt, dass die britische Medienanstalt Office of Communications die Lizenzierung der Frequenz 648 kHz am Standort Orfordness aufgehoben hat und die Frequenz künftig nichtkommerziellen Kleinsendern zur Verfügung stellen will.
Auf der Frequenz 1296 kHz wurden ab dem 10. August 2013 vom Senderbetreiber Babcock Tests mit Musik und Ansagen durchgeführt. Der genaue Grund für diese Tests ist nicht bekannt.

### Aktueller Status
Die Sendeanlage wurde Anfang 2017 an die Firma Cobra Mist Ltd. eines „örtlichen Geschäftsmanns“ verkauft, über dessen konkrete Pläne bislang nichts bekannt geworden ist. Der Sendebetrieb ruht. Die durch einen Wasserschaden im Dezember 2013 beschädigten Mittelwellensender (was schließlich zur Aufgabe der Sendeanlage führte) wurden vor dem Verkauf durch Babcock ausgebaut. Diskutiert wird, das Gelände für den Aufbau eines Breitbandnetzes für schnelles Internet zu verwenden, aber auch die Nutzung der Sendetürme als Mobilfunkmasten sei denkbar. Aktuell wird die Anlage als Mittelwellensender für Radio Caroline auf der Frequenz 648 kHz mit 1 kW Leistung genutzt.

## Nutzung der beiden Frequenzen durch die BBC
Seit September 1982 wurde die Frequenz 648 kHz rund um die Uhr vom BBC World Service betrieben, der über diese Frequenz für sein englischsprachiges Programm nutzte. Von 1987 bis 1999 wurde über die Frequenz ein spezielles Programm, genannt BBC 648 verbreitet, das in deutscher, englischer und französischer Sprache sendete. Der französische Dienst wurde 1995 und der deutsche Dienst 1999 eingestellt, was dazu führte, dass BBC 648 eingestellt wurde und über diese Mittelwellenfrequenz stattdessen wieder der englischsprachige BBC World Service lief.
Die Frequenz 1296 kHz wurde von Abends bis Frühmorgens von der BBC für Programme in osteuropäischen Sprachen verwendet. Diese Nutzung endete jedoch, als die BBC aufgrund des Endes des Kalten Krieges UKW-Frequenzen in den betreffenden Ländern in Betrieb nehmen konnte.

## Sender
Einer der Sender, die seit Jahren in Orfordness installiert waren, ist ein Telefunken S4006 für die Frequenz 648 kHz mit einer maximalen Sendeleistung von 600 Kilowatt. In den Sendeverträgen war jedoch stets eine maximale Sendeleistung von 500 Kilowatt für beide Frequenzen aufgeführt.
In den Sendungen auf der 648 kHz vom Telefunken S4006 kam die Dynamische Amplitudenmodulation zum Einsatz, das die Sendeleistung in Sprechpausen reduzierte. Dies sorgte für einen besonders energiesparenden Betrieb.
Die Sender für die Frequenz 1296 kHz wurden als ORF 2A und ORF 2B bezeichnet und hatten jeweils eine Leistung von 250 Kilowatt, die zu 500 Kilowatt zusammengeschaltet werden konnten.
Im Jahr 2003 kam ein DRM-Tauglicher Sender dazu, der als ORF 4 bezeichnet wurde. Es handelte sich hierbei um einen Nautel NA200, der mit 200 Kilowatt in AM und 35 Kilowatt in DRM betrieben werden konnte.

## Sendetürme

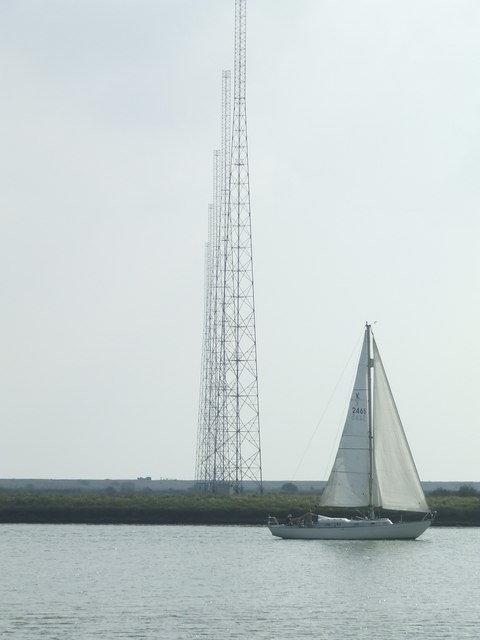
Antennenanlage für die Frequenz 648 kHz

Der Sender besteht aus zwei Antennenanlagen für zwei verschiedene Frequenzen.
- Die Antennenanlage für die Frequenz 648 kHz (errichtet 1981/82) besteht aus fünf in einer Reihe angeordneten 106,7 Meter hohen freistehenden Stahlfachwerktürmen. Alle fünf Sendetürme wurden aktiv gespeist. Sie dienten zur Erzeugung eines Richtdiagramms in südöstlicher Richtung (131 Grad), die exakte Peilung war wegen des breiten Stahls nominal in Richtung Süd und Ost. Tagsüber konnte der Sender in Belgien, den Niederlanden, Luxemburg, Nordwestfrankreich und Nordwestdeutschland empfangen werden, nachts war der Sender wegen der starken Raumwelle in weiten Teilen Europas zu empfangen.

- Die Antennenanlage für die Frequenz 1296 kHz (errichtet 1978) besteht aus sechs freistehenden Stahlfachwerktürmen, die quadratisch in zwei Reihen angeordnet sind. Im Unterschied zur anderen Anlage wurden nur die mittleren Türme aktiv gespeist, die anderer Türme dienten als Reflektormasten. Das Richtdiagramm zeigte Richtung Osten (96 Grad) und war für die Nachtversorgung von Polen, der Tschechoslowakei, Ungarn und der westlichen Sowjetunion gedacht, die wegen des Kalten Krieges die Hauptzielgebiete waren. Die Sendeanlage hatte tagsüber eher eine schlechtere Ausbreitung, das Signal reichte nicht weiter als bis nach Belgien.

Beide Sendeanlagen haben eine Ausblendung nach Westen, sodass ein Empfang trotz der hohen Leistung innerhalb des Vereinigten Königreichs mit Ausnahme von Süd-Ost England (einschließlich London und East Anglia) unter Umständen schlecht oder überhaupt nicht möglich war.
Ferner existiert auf dem Sendegelände noch eine Reserveantenne für die Frequenz 648 kHz (errichtet 1983), bestehend aus einem 60 Meter hohen selbststrahlenden Stahlfachwerkmast, die nur eine Leistung von 250 Kilowatt abstrahlen kann bzw. konnte. Diese wurde nur bei Wartungsarbeiten an der Hauptantenne genutzt. Seit 2017 erfolgt über diesen Masten die Ausstrahlung von Radio Caroline.

## Nutzung

### 648 kHz
Die Frequenz 648 kHz wurde seit der Inbetriebnahme vom BBC World Service verwendet. Ab 1987 wurde ein eigenes Programm „BBC 648“ betrieben, in dem der Auslandsdienst auf Englisch, Deutsch und Französisch europaweit zu hören war. Seit 1990 hieß das Programm „BBC for Europe“.
Aufgrund großer Sparmaßnahmen seitens des BBC World Service wurde die Frequenz 648 kHz am 27. März 2011 um 0 Uhr Ortszeit abgeschaltet.
Zu einer erneuten Nutzung dieser Frequenz kam es in der Zeit von August 2011 bis September 2011. Aufgrund des Einsturzes des Senderturms in Smilde und einem Brand des Sendeturms in Lopik am 15. Juli 2011 nahm die niederländische öffentlich-rechtliche Rundfunkanstalt Nederlandse Publieke Omroep diese Frequenz für das erste Hörfunkprogramm Radio 1 in Betrieb, um die betreffenden Regionen mit Nachrichten versorgen zu können. Für die Nutzung der Sendeanlage bezahlte NPO eine Gebühr von 250 Euro pro Stunde oder 180.000 Euro im Monat. Die Nutzung endete zum 22. September 2011 wieder und damit der Hochleistungsbetrieb insgesamt.
Weil die Frequenz nicht mehr für Auslandssendungen des BBC World Service genutzt wurde, ist sie der BBC im November 2012 entzogen worden.
Seit Ende 2017 sendet die als Piratensender bekannt gewordene Station Radio Caroline mit einer geringen Leistung von zunächst 1 kW über die Antennenanlage Orfordness auf 648 kHz. Radio Caroline erhielt hierfür eine Sendelizenz als Community Radio. Im Dezember 2021 wurde die Leistung auf die seitens der Ofcom maximal zulässigen 4 kW erhöht. Hierfür erwarb man einen gebrauchten maximal 25 kW starken Mittelwellensender vom Typ Harris DX-25, welcher bis September 2013 für Radio 10 in Heinenoord bei Rotterdam aktiv war. Da es sich bei beiden großen Antennensystemen um Richtantennen handelt, wird für diese Ausstrahlung der rundstrahlende abgespannte Stahlfachwerkmast, der früher als Reserveantenne diente, genutzt.

### 1296 kHz

#### Radio Nationaal
Im Jahr 2001 mietete die niederländische Sendestation Radio Nationaal die Sendeanlage für die Frequenz 1296 kHz, um ein Publikum in den Niederlanden und in Belgien zu erreichen.

#### Network Europe
Im Jahr 2008 wurde ein von der Europäischen Union gegründetes englischsprachiges Programm namens Network Europe täglich für eine halbe Stunde von der Sendeanlage verbreitet.

#### BBC
Von 2003 bis 2012 wurde die Sendeanlage von der BBC unregelmäßig für Testsendungen in Digital Radio Mondiale genutzt.

#### Radio Nederland Wereldomroep
In den Zeiten, in denen die BBC keine Versuchssendungen in DRM durchführte, sendete Radio Nederland Wereldomroep (RNW) ein niederländischsprachiges Programm auf dieser Frequenz. Die letzte Sendung war eine 24-stündige Sondersendung vom 10. bis 11. Mai 2012, die das Ende des niederländischsprachigen Dienstes von RNW insgesamt markierte.